# 米洛 (愛荷華州)
米洛（英語：Milo）是一個位於美國愛荷華州沃倫縣的城市。

## 地理
米洛的座標為41°17′18″N 93°26′24″W / 41.28833°N 93.44000°W，而該地的平均海拔高度為296米（即971英尺）。

## 人口
根據2010年美國人口普查的數據，米洛的面積為1.61平方千米，當中陸地面積為1.61平方千米，而水域面積為0.00平方千米。當地共有人口775人，而人口密度為每平方千米481人。